# Port lotniczy Gawar
Port lotniczy Gawar – port lotniczy zlokalizowany w mieście Gawar, w Armenii.